# Bythiospeum cisterciensorum
Bythiospeum cisterciensorum là một loài ốc nước ngọt rất nhỏ, động vật thân mềm chân bụng có mài sống trong môi trường nước ngọt trong họ Hydrobiidae.
Đây là loài đặc hữu của Áo.